# Edward McWade

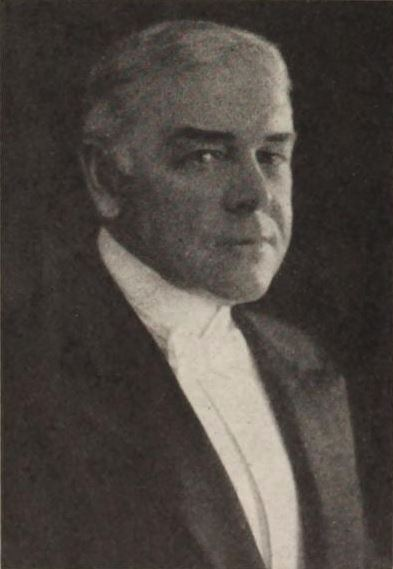
Edward McWade (1920)

Edward McWade (* 14. Januar 1865 in Washington, D.C.; † 17. Mai 1943 in Los Angeles, Kalifornien) war ein US-amerikanischer Schauspieler und Autor.

## Leben
Edward McWade wurde als Sohn des seinerzeit bekannten Theaterschauspielers Robert McWade Sr. (1835–1913) geboren, welcher insbesondere mit der Rolle des Rip Van Winkle erfolgreich war. Er folgte seinem Vater ins Schauspielgeschäft und war über Jahrzehnte als Theaterschauspieler tätig, darunter auch am Broadway in New York. Ebenfalls verfasste er als Autor mehrere Theaterstücke, von denen einige auch verfilmt wurden. Nachdem McWade bereits ab 1911 mehrere Drehbücher zu Stummfilmen geschrieben hatte, machte er sein Filmdebüt als Schauspieler im Jahre 1919. Der weißhaarige Charakterdarsteller spielte im Stummfilm eine längere Reihe von größeren Nebenrollen, meistens würdevolle Charaktere wie Bischöfe, Richter oder Ärzte. Mit Einführung des Tonfilmes Ende der 1920er-Jahre gerieten die Filmrollen des Schauspielers zusehends sehr klein. In der Rolle eines altgedienten Colonel in Fritz Langs Western Rache für Jesse James (1940) sowie als einsamer Alter in Frank Capras Filmklassiker Arsen und Spitzenhäubchen (1944), in dem er beinahe durch ein Glas Holunderbeerwein vergiftet wird, hatte McWade dennoch markante Kurzauftritte.
Bis zu seinem Tod blieb er als Darsteller in insgesamt über 130 Hollywood-Filmen im Geschäft. Neben seinem jüngeren Bruder Robert McWade (1872–1938) war auch seine Ehefrau Margaret McWade (1872–1956) als Schauspielerin tätig, ihren wohl bekanntesten Auftritt hatte sie 1936 als eine der pixilated Sisters in Mr. Deeds geht in die Stadt. Die beiden waren von 1897 bis zu Edward McWades Tod im Jahre 1943 verheiratet.

## Filmografie (Auswahl)
- 1919: Hornet’s Nest
- 1920: Stop Thief
- 1922: Pals of the West
- 1925: Dr. Palmers unheimliches Haus (The Monster)
- 1931: The Big Shot
- 1932: Der Schrei der Menge (The Crowd Roars)
- 1932: Zwei Sekunden (Two Seconds)
- 1932: Big City Blues
- 1932: The Son-Daughter
- 1933: Employees’ Entrance
- 1933: Verschollen in New York (Bureau of Missing Persons)
- 1933: Panik im Zoo (Murders in the Zoo)
- 1933: Ihre letzte Nacht (Ever in My Heart)
- 1934: Dr. Monica
- 1934: Sophie kann’s nicht lassen (The Notorious Sophie Lang)
- 1934: 1929 – Manhattan N.Y. (Gentlemen Are Born)
- 1935: Stadt an der Grenze (Bordertown)
- 1935: Öl für die Lampen Chinas (Oil for the Lamps of China)
- 1935: Stranded
- 1935: Das Schiff des Satans (Dante’s Inferno)
- 1935: The Goose and the Gander
- 1935: Abenteuer im Gelben Meer (China Seas)
- 1935: Mädchen von heute (Red Salute)
- 1935: Wenn sie nur kochen könnte (If You Could Only Cook)
- 1935: Der Jazzkadett (Shipmates Forever)
- 1935: Frisco Kid
- 1936: Fünflinge (The Country Doctor)
- 1936: Kleine Stadt mit Tradition (I Married a Doctor)
- 1936: Mr. Trent schlägt dem Alter ein Schnippchen (The Big Noise)
- 1936: Der Satan und die Lady (Satan Met a Lady)
- 1936: The Case of the Black Cat
- 1937: The Case of the Stuttering Bishop
- 1937: The Road Back
- 1937: Slim
- 1938: White Banners
- 1938: Jezebel – Die boshafte Lady (Jezebel)
- 1938: Three Comrades
- 1938: Liebe zu viert (Four’s a Crowd)
- 1938: Im Garten des Mondes (Garden of the Moon)
- 1938: Comet Over Broadway
- 1939: Zenobia, der Jahrmarktselefant (Zenobia)
- 1940: Teddy the Rough Rider (Kurzfilm)
- 1940: Orchid, der Gangsterbruder (Brother Orchid)
- 1940: Rache für Jesse James (The Return of Frank James)
- 1940: Margie
- 1940: Ein Mann mit Phantasie (A Dispatch from Reuter’s)
- 1940: Der Tod des alten Zirkuslöwen (Chad Hanna)
- 1941: Hier ist John Doe (Meet John Doe)
- 1941: Die Marx Brothers im Kaufhaus (The Big Store)
- 1941: Blüten im Staub (Blossoms in the Dust)
- 1941: Reich wirst du nie (You’ll Never Get Rich)
- 1941: I Wake Up Screaming
- 1942: Mr. and Mrs. North
- 1942: Die Frau, von der man spricht (Woman of the Year)
- 1942: Fräulein Mama (The Lady is Willing)
- 1942: Yankee Doodle Dandy
- 1943: The Hard Way
- 1943: Crash Dive
- 1943: Der kleine Engel (Lost Angel)
- 1944: Arsen und Spitzenhäubchen (Arsenic and Old Lace) [1941 gedreht]